# Zahlungsmodalität
Als Zahlungsmodalität bezeichnet man die Möglichkeiten einer Zahlung, die der Zahlungsempfänger akzeptiert. Hierzu zählen insbesondere Barzahlung, Überweisung und Zahlung per Kredit-, Kunden-, Prepaidkarte, Scheck oder elektronisches Geld.
Zahlungsmodalitäten erfassen im Rahmen eines Kreditvertrags auch sämtliche Zins- und Tilgungsleistungen (Schuldendienst) bei der Begleichung von  Schulden und definieren den Zahlungszeitpunkt, die Zahlungsweise und die Zahlungsperiodizität.
Die angebotenen Zahlungsmodalitäten können einen erheblichen Einfluss auf das Kauf- und Zahlungsverhalten der Kunden besitzen, da sie unterschiedliche Zahlungsziele und Sicherheitsmerkmale haben.

## Einzelnachweis
1. ↑  Zahlungsmodalitäten. Premium Portal Ltd., archiviert vom Original am 29. August 2004; abgerufen am 25. August 2020 (Originalwebseite nicht mehr verfügbar).